# Washington Irving
Washington Irving (New York, 1783. április 3. – Tarrytown, New York, 1859. november 28.) amerikai író, történész és diplomata. Az USA első nemzetközi ismertségre szert tevő írója, aki jelentős szerepet játszott az amerikai irodalmi hagyomány kialakításában. Napjaink kánonjában irodalmi súlya háttérbe szorult, szélesebb körben csupán két novellája (Rip Van Winkle, Az Álmosvölgy legendája) maradt népszerű.

## Karrier
Irving gazdag New York-i kereskedőcsaládban született, közvetlenül az amerikai függetlenségi háború befejezése után. Szülei George Washingtonról nevezték el, akivel később, hatévesen személyesen is találkozott. A tizenéves fiút kevésbé érdekelte a tanulás, annál inkább a színház és városának, illetve országának múltja. Már 19 évesen megjelentek egy New York-i újságban színházi kommentárjai.
Miután - a tehetős fiataloktól elvárt módon - európai körutazást tett, még komolyabban bekapcsolódott New York irodalmi életébe. Létrehozta a Salmagundi nevű irodalmi folyóiratot, ebben jelent meg először az általa kitalált, eredetileg New Yorkra utaló "Gotham" név, mely később a Batman történeteknek helyt adó fiktív város nevévé vált. Első, Diedrich Knickerbocker álnéven megjelent, New York történetét szatirikusan bemutató könyvét sikeres sajtócsíny (mediahack) kampánnyal népszerűsítette: újsághirdetésekben kerestette az állítólagos holland történészt. Irving rövidesen széles körben ismertté vált az USA-ban.
1819-ben jelent meg talán legfontosabb műve, a Vázlatkönyv. Ebben - a korban népszerű módon - rövid, egymástól független történetek találhatóak: úti beszámolók, kísértethistóriák, helyi legendák, romantikus szerelmi történetek, valamint esszék. A Vázlatkönyv tartalmazza Rip Van Winkle és Az Álmosvölgy legendája történeteket is, mindkettő a Hudson-völgyi holland telepesek legendáin alapul. (Irving személyesen is jól ismerte a környéket).
Az 1820-as években az író további utazásokat tett Európában, újabb történeteihez helyi legendákat keresve. Közben egyre több ismeretségre tett szert az egyes országokban. 1826-ban Spanyolországba költözött és az amerikai követségen tevékenykedett diplomataként. Itteni tartózkodása során írta meg több romantikus történelmi regényét, például a magyarul is megjelent Az Alhambra meséit. 1832-ben visszatért hazájába.
A következő évtizedekben további, elsősorban életrajzi jellegű regényei jelentek meg. Emellett 1842 és 1846 között a spanyol követi pozíciót is betöltötte. Nagy presztízsre tett szert az amerikai kulturális életben, igyekezett támogatni a feltörekvő új írógenerációt (Hawthorne, Melville, Longfellow). Edgar Allan Poe is elküldte neki műveit véleményezésre. Európában is komoly elismertségre tett szert és baráti viszonyt ápolt Charles Dickenssel.
Washington Irving 1859-ben halt meg szívrohamban. A New York állambeli Sleepy Hollowban (Álmosvölgy) temették el.

## Jelentősége
Bár korában többnyire nagy elismeréssel nyilatkoztak róla, rövidesen az amerikai kánonban betöltött szerepe megkopott. Már életében megjelentek olyan kritikák (pl. Poe-tól), melyek munkásságát túlértékeltnek tartották. Továbbra is meghatározónak tartják azonban szerepét az önálló amerikai irodalmi kultúra megalapozásában és népszerűsítésében. Szerb Antal szerint: "ő indítja meg az újangliai irodalom kissé sznobisztikus nagyjainak sorát, azokét, akik a kifinomult irodalmat önkéntelenül a társadalmi kiválasztódás eszközének tekintették."
Irving valószínűleg meghatározó szerepet játszott az amerikai Santa Claus-legenda kialakításában. Egyik karácsonyi témájú történetében említést tesz a repülő kocsiján a fák fölött szálló Saint Nicholasról.

## Magyarul
- Lázár Gyulaː Washington. Élet- és jellemrajz Irving, Bancroft s mások nyomán; Heckenast, Bp., 1872 (Történelmi könyvtár az ifjúság számára)
- A szerelem zarándoka; ford. Zólyomi K. Vilmos; Légrády Ny., Bp., 1896
- Rip van Winkle / Az Álmos-völgy legendája. Két rajz; ford. Bartha László; Népszava, Bp., 1919 (Világosság könyvtár)
- Ahmed al Kamel herceg legendája vagy a szerelem zarándoka; ford. Baló József; Városi Ny., Szeged, 1934 (Széphalom-könyvtár)
- Vázlatkönyv; ford., utószó Lutter Tibor, jegyz. Vajda Gábor; Magyar Helikon, Bp., 1959
- Az Alhambra meséi; ford. Pintér Károly; Olvasósarok, Bp., 2011